# Gonomyia cognatella
Gonomyia cognatella là một loài ruồi trong họ Limoniidae. Chúng phân bố ở miền Tân bắc.